# Tone Damli
Tone Damli Aaberge, född 12 april 1988 i Sogndal, är en norsk sångerska och fotomodell. Hon blev känd som deltagare i norska Idol 2005, där hon kom tvåa. I december 2005 gav hon ut sitt första album, Bliss. Albumet sålde guld. 2007 gav hon ut uppföljaren Sweet Fever.

## Biografi
Aaberge deltog hösten 2006 i Skal vi danse på norska TV 2, där hon kom trea. 2009 gick hon vidare till final i Norsk Melodi Grand Prix 2009, den norska uttagningen till Eurovision Song Contest 2009, med låten "Butterflies". 
Lördagen 4 augusti 2012 uppträdde Tone tillsammans med Eric Saade på Gröna Lund i TV-programmet Sommarkrysset. Det var låten "Imagine" som framfördes. Två dagar senare – måndagen den 6 augusti 2012 – stod Tone tillsammans med Eric Saade på Liseberg i TV-programmet Lotta på Liseberg och framförde samma låt, för att sedan ensam framföra Veronica Maggios låt "Jag kommer" som allsång med publiken. 24 februari 2012 medverkade hon i TV-programmet Skavlan.
År 2013 sjöng Tone Damli en duett med Erik Segerstedt i Melodifestivalen, den svenska uttagningen till Eurovision Song Contest 2013, med låten "Hello Goodbye". De gick vidare till andra chansen. Samma år blev hon jurymedlem i den norska varianten av TV-programmet Idol.
Hon har varit förlovad med den norske skådespelaren Aksel Hennie; paret planerade att gifta sig 2013, men bröt förlovningen i februari samma år.

## Diskografi

### Studioalbum
- 2005 – Bliss
- 2007 – Sweet Fever
- 2009 – I Know
- 2010 – Cocool
- 2012 – Looking back
- 2014 – Di Første Jul

### EP
- 2014 – Heartkill

### Singlar
- 2005 – "The Bliss Song"
- 2006 – "Somewhere Soft to Land"
- 2007 – "Fever"
- 2007 – "Young and Foolish"
- 2009 – "Butterflies"
- 2009 – "I Know"
- 2010 – "I Love You"
- 2010 – "Crazy Cool"
- 2010 – "Stuck In My Head" (med Vinni)
- 2012 – "Imagine" (med Eric Saade)
- 2012 – "Look Back"
- 2012 – "Smash"
- 2013 – "Hello Goodbye" (med Erik Segerstedt)
- 2013 – "Winner Of A Losing Game"
- 2013 – "Perfect World"
- 2014 – "Heartkill"
- 2016 – "Di Første Jul"
- 2017 – "Pinnacle"
- 2017 – "Strangers"